# Гошен Тауншип (округ Клірфілд, Пенсільванія)
Гошен Тауншип (англ. Goshen Township) — селище (англ. township) в США, в окрузі Клірфілд штату Пенсільванія. Населення — 390 осіб (2020).

## Демографія
Згідно з переписом 2010 року, у селищі мешкало 435 осіб у 186 домогосподарствах у складі 125 родин. Було 370 помешкань
Расовий склад населення:
| - 98,6 % — білих |

До двох чи більше рас належало 1,4 %. Частка іспаномовних становила 0,5 % від усіх жителів.
За віковим діапазоном населення розподілялося таким чином: 19,1 % — особи молодші 18 років, 63,0 % — особи у віці 18—64 років, 17,9 % — особи у віці 65 років та старші. Медіана віку мешканця становила 43,6 року. На 100 осіб жіночої статі у селищі припадало 106,2 чоловіків;  на 100 жінок у віці від 18 років та старших — 108,3 чоловіків також старших 18 років.
Середній дохід на одне домашнє господарство  становив 54 286 доларів США (медіана — 38 036), а середній дохід на одну сім'ю — 62 106 доларів (медіана — 52 083). Медіана доходів становила 39 375 доларів для чоловіків та 32 188 доларів для жінок. За межею бідності перебувало 25,0 % осіб, у тому числі 37,1 % дітей у віці до 18 років та 7,8 % осіб у віці 65 років та старших.
Цивільне працевлаштоване населення становило 223 особи. Основні галузі зайнятості: освіта, охорона здоров'я та соціальна допомога — 30,0 %, будівництво — 12,1 %, виробництво — 11,2 %.